# Lukas Lerager
Lukas Lerager, né le 12 juillet 1993 à Gladsaxe au Danemark, est un footballeur international danois évoluant au poste de milieu relayeur au FC Copenhague.

## Biographie

### En club
Né à Gladsaxe au Danemark, Lukas Lerager est formé par l'AB Copenhague où il commence sa carrière professionnelle.
Le 12 juin 2017 est annoncé le transfert de Lukas Lerager aux Girondins de Bordeaux pour un contrat de quatre ans,,. Il s'impose directement dans le onze titulaire de Jocelyn Gourvennec.
Lerager marque son premier but pour Bordeaux le 19 août 2017, lors d'une rencontre de championnat face à l'Olympique lyonnais. Il est titularisé et les deux équipes se neutralisent ce jour-là (3-3 score final).
Le 29 janvier 2019, pendant le mercato hivernal, Lerager est prêté au Genoa CFC avec option d'achat.
Le 1er février 2021 il est prêté par le Genoa au FC Copenhague, faisant ainsi son retour dans son pays natal.
Il est sacré champion du Danemark lors de la saison 2021-2022. Il se fait remarquer notamment lors de la dernière journée en marquant un but sur une reprise de volée après un centre de Peter Ankersen contre l'Aalborg BK, contribuant ainsi à la victoire de son équipe par trois buts à zéro.
Lerager est sacré champion du Danemark une deuxième fois pour sa participation à la saison 2022-2023, le FC Copenhague glanant le quinzième titre de son histoire,.
Il participe au seizième titre de champion du Danemark du FC Copenhague lors de la saison 2024-2025. Lerager remporte quant à lui son troisième trophée dans cette compétition.

### En sélection
Entre 2011 et 2012, Lerager représente l'équipe du Danemark des moins de 19 ans, pour un total de cinq matchs joués.
Lukas Lerager a honoré sa première sélection nationale le 6 juin 2017 contre l'Allemagne,.

## Palmarès
Zulte Waregem
- Coupe de Belgique (1) :
  - Vainqueur : 2017

 FC Copenhague
- Championnat du Danemark (3) :
  - Champion : 2021-2022, 2022-2023 et 2024-2025.

## Statistiques
| Saison                | Club                  | Championnat           | Championnat | Championnat | Coupe nationale | Coupe nationale | Coupe de la Ligue | Coupe de la Ligue | Supercoupe | Supercoupe | Compétition(s) continentale(s) | Compétition(s) continentale(s) | Compétition(s) continentale(s) | Danemark | Danemark | Total | Total |
| Saison                | Club                  | Division              | M.          | B.          | M.              | B.              | M.                | B.                | M.         | B.         | Comp.                          | M.                             | B.                             | M.       | B.       | M.    | B.    |
| 2010-2011             | Akademisk Boldklub    | NordicBet Liga        | 4           | 0           | -               | -               | -                 | -                 | -          | -          | -                              | -                              | -                              | -        | -        | 4     | 0     |
| 2011-2012             | Akademisk Boldklub    | NordicBet Liga        | 18          | 2           | -               | -               | -                 | -                 | -          | -          | -                              | -                              | -                              | -        | -        | 18    | 2     |
| 2012-2013             | Akademisk Boldklub    | NordicBet Liga        | 26          | 1           | -               | -               | -                 | -                 | -          | -          | -                              | -                              | -                              | -        | -        | 26    | 1     |
| Sous-total            | Sous-total            | Sous-total            | 48          | 3           | -               | -               | -                 | -                 | -          | -          | -                              | -                              | -                              | -        | -        | 48    | 3     |
| 2013-2014             | Viborg FF             | Danish Superliga      | 19          | 0           | -               | -               | -                 | -                 | -          | -          | -                              | -                              | -                              | -        | -        | 19    | 0     |
| 2014-2015             | Viborg FF             | NordicBet Liga        | 17          | 1           | 1               | 0               | -                 | -                 | -          | -          | -                              | -                              | -                              | -        | -        | 18    | 1     |
| 2015-2016             | Viborg FF             | Danish Superliga      | 31          | 0           | 2               | 1               | -                 | -                 | -          | -          | -                              | -                              | -                              | -        | -        | 33    | 1     |
| Sous-total            | Sous-total            | Sous-total            | 67          | 1           | 3               | 1               | -                 | -                 | -          | -          | -                              | -                              | -                              | -        | -        | 70    | 2     |
| 2016-2017             | SV Zulte Waregem      | Jupiler Pro League    | 39          | 6           | 5               | 0               | -                 | -                 | -          | -          | -                              | -                              | -                              | -        | -        | 44    | 6     |
| Sous-total            | Sous-total            | Sous-total            | 39          | 6           | 5               | 0               | -                 | -                 | -          | -          | -                              | -                              | -                              | -        | -        | 44    | 6     |
| 2017-2018             | Girondins de Bordeaux | Ligue 1               | 37          | 3           | 1               | 0               | 1                 | 0                 | -          | -          | C3                             | 1                              | 0                              | 5        | 0        | 45    | 3     |
| 2018-2019 (janvier)   | Girondins de Bordeaux | Ligue 1               | 18          | 0           | -               | -               | 1                 | 0                 | -          | -          | C3                             | 9                              | 0                              | 3        | 1        | 31    | 1     |
| Sous-total            | Sous-total            | Sous-total            | 55          | 3           | 1               | 0               | 2                 | 0                 | -          | -          | -                              | 10                             | 0                              | 8        | 1        | 76    | 4     |
| 2019 (janvier)-2019   | Genoa CFC (prêt)      | Serie A TIM           | 14          | 1           | -               | -               | -                 | -                 | -          | -          | -                              | -                              | -                              | 1        | 0        | 15    | 1     |
| 2019-2020             | Genoa CFC             | Serie A TIM           | 21          | 1           | 1               | 0               | -                 | -                 | -          | -          | -                              | -                              | -                              | 1        | 0        | 23    | 1     |
| 2020-2021             | Genoa CFC             | Serie A TIM           | 11          | 0           | 2               | 1               | -                 | -                 | -          | -          | -                              | -                              | -                              | -        | -        | 13    | 1     |
| Sous-total            | Sous-total            | Sous-total            | 46          | 2           | 3               | 1               | -                 | -                 | -          | -          | -                              | -                              | -                              | 2        | 0        | 51    | 3     |
| Total sur la carrière | Total sur la carrière | Total sur la carrière | 255         | 15          | 12              | 2               | 2                 | 0                 | -          | -          | -                              | 10                             | 0                              | 10       | 1        | 289   | 18    |